# PC Fútbol 2005
PC Fútbol 2005 es el primer juego de la saga realizada por On Games. Su lanzamiento era muy esperado y al final resultó ser una decepción para los usuarios.

## Historia
En el año 2001 quebró la empresa propietaria de los derechos de PC Fútbol, Dinamic Multimedia. Esto hizo imposible que Dinamic Multimedia pudiera crear nuevas versiones del popular juego. Tres años después otra empresa española, Gaelco Multimedia, compró los derechos y preparó una versión bajo el sello On Games.

## Número uno en ventas pero polémico
Como los seguidores de la saga llevaban 4 años sin recibir nuevas versiones del juego, este PC Fútbol 2005 se convirtió en uno de los juegos más deseados. De hecho llegó a ser número uno en ventas.
No obstante el juego salió al mercado con una gran cantidad de errores, sobre todo relativos a LANPC y de coherencia de base de datos, haciéndolo casi injugable. En una entrevista de Meristation a Jourón, uno de los principales responsables del proyecto, se desveló que la gran cantidad de fallos se debían a la inclusión en la versión final de dos ficheros de la versión beta que afectaron, entre otras cosas, a la base de datos.
Su injugabilidad hizo que muchos usuarios mostraran su malestar, realizando devoluciones en masa "por producto defectuoso" y quejándose a Gaelco mediante e-mails y comentarios negativos en las principales webs de videojuegos. La presión fue tan asfixiante que Gaelco se vio obligado a cerrar los foros oficiales del juego. Además no todos los usuarios se creyeron la versión oficial, creando teorías tales como que el juego no se acabó a tiempo porque se pretendía ponerlo a la venta la misma semana que se disputaba el Barcelona - Real Madrid (20 de noviembre de 2004).
No obstante desde el lanzamiento del juego en noviembre de 2004 hasta finales de febrero de 2005, Gaelco fue liberando una serie de parches que corregían los diversos errores del juego y actualizaban los traspasos del mercado de invierno.

## Errores de la versión 1.2
El juego salió a la venta con bastantes errores serios:
- El Valencia, campeón de la liga en la temporada 2003/2004, aparecía jugando la copa de la UEFA, cuando tendría que estar disputando la  Liga de Campeones. Su plaza de en ese torneo la ocupaba el Athletic.

- El calendario sólo refleja las fechas de los partidos de liga. Un inconveniente para saber cuándo jugar competciones como la copa del Rey, la copa de la UEFA o la Champions League.

- El juego detectaba el CD original como si fuera una copia pirata si se ejecutaba desde un lector de DVD con una letra de unidad distinta a la "D:", imposibilitando al usuario el poder jugar.

- La sección "Balance" solo muestra correctamente los datos durante la primera temporada. Después muestra siempre el valor 0.

- En la sección de "Estadio", si éste es visualizado en 3D mientras se lleva a cabo una obra, la aplicación deja de funcionar.

- Los jugadores suplentes que salen al campo no guardan estadísticas. Por ejemplo, en el caso de un delantero suplente, por muchos goles que meta saldrá en la clasificación con 0 goles.

- La clasificación que sale en el menú principal del modo mánager se actualiza mal, mostrando a veces equipos en la zona alta con menos puntos que sus perseguidores. Es decir, actualiza las posiciones en tiempo real, pero no sus correspondientes puntos.

- Debido a un algoritmo erróneo para calcular los ascensos en divisiones inferiores, los equipos suben por orden alfabético. Si un usuario elige un equipo de tercera división, no se garantiza que ascienda de categoría incluso si queda en primera posición.

- Poseía bastantes errores de LANPC, cerrando la aplicación de forma no deseada con mensajes de "La aplicación no puede continuar".

- El modo en línea sufría de errores de sincronización, produciendo muchas veces que los resultados de un mismo partido no coincidiera en los distintos ordenadores donde se disputaban.

- Tiene errores sobre jugadores en la base de datos, como por ejemplo: Samuel Eto'o, la estrella del Barcelona, era de piel blanca cuando es un jugador de color; había jugadores con nombres de árbitros; Luis Aragonés seguía de entrenador en el Mallorca cuando ya era el nuevo seleccionador nacional.

- Las competiciones con partidos de ida y vuelta, como la copa de la UEFA, tenían un algoritmo erróneo para calcular quién pasaba de ronda, dándose el caso que pudiera clasificarse en contadas ocasiones el equipo eliminado, y no el justo vencedor.

- Vestimentas erróneas: pese a que el juego posee licencia LFP y FIFPro, las vestimentas de los equipos de primera división no son las reales. El Valencia viste totalmente de blanco (asemejándose al Real Madrid) y el Celta de Vigo viste con camiseta azul con rayas blancas (como el Deportivo de La Coruña).

- Además, si el usuario compra un jugador, la directiva lo expulsa del equipo.

## Ausencias respecto al PC Fútbol 2001
Llama la atención que en este PC Fútbol 2005 de On Games falten opciones que estaban presente en el PC Fútbol 2001 de Dinamic Multimedia.
- Ausencia del calendario oficial. El orden de partidos y cuando se disputan las competiciones no concuerda con el calendario oficial, cosa que no pasaba en el PC Fútbol 2001.

- Ausencia de modo pro-manager. Siempre juegas con el mismo equipo, y no puedes recibir ofertas de otros clubs para entrenarles.

- Imposibilidad de nacionalizar extranjeros. En el PC Fútbol 2001 podías nacionalizar futbolistas extranjeros si llevaban más de 3 años jugando en la liga actual.

- Ausencia de empleados, como el ojeador, el segundo entrenador, o el psicólogo.

- Ausencia de opciones de merchandising y cáterin.

- Ausencia del simulador interactivo. Los partidos solo se podían visionar, o jugar en modo resultado.

- No poder fichar a jugadores en último año de contrato.

- No poder fichar jugadores de un equipo en concreto (corregido con las actualizaciones). El sistema de fichajes se realizaba escribiendo parámetros sobre una plantilla, lo cual era una molesta si lo que se deseaba era por ejemplo fichar a Adriano sabiendo que se encuentra en el Inter de Milán.

- Renovación del contrato actual. La renovación de futbolistas no permite romper el contrato actual y realizar uno nuevo, simplemente realizas una oferta y esta se vuelve válida al terminar el actual.

## Polémica en el modo en línea
Uno de los modos más adictivos del juego era la posibilidad de jugar partidos en línea con otros usuarios y de forma gratuita. Esto produjo el nacimiento de varias ligas creadas por aficionados, como la superliga o la LOPCF cuya web es pcfutboleros.es
No obstante, cuando faltaba apenas un mes para el lanzamiento del PC Fútbol 2006 el acceso a este modo de juego se restringió, ofrenciendo muchísimos errores de sincronización y ofreciendo una jugabilidad nula. Esto dejó tirados a muchos usuarios de dichas ligas, aunque los usuarios de pcfutboleros.es consiguieron ponerse en contacto con Gaelco para que se recuperara el servicio hasta finalizar la temporada que tenían en juego.
Se preveía que el modo en línea de PC Fútbol 2006 también dejará de funcionar una vez que saliera el PC Fútbol 2007 en noviembre de 2006. Pero nuevamente gracias a los usuarios de la LOPCF, se consiguió que Gaelco no cerrara el servidor. Además Gaelco ha confirmado que en esta ocasión mantendrá ambos servidores (2006 y 2007) abiertos de forma indefinida.

## Juegos relacionados
- PC Fútbol 1.0 (Dinamic Multimedia)
- PC Fútbol 2.0 (Dinamic Multimedia)
- PC Fútbol 3.0 (Dinamic Multimedia)
- PC Fútbol 4.0 (Dinamic Multimedia)
- PC Fútbol 5.0 (Dinamic Multimedia)
- PC Fútbol 6.0 (Dinamic Multimedia)
- PC Fútbol 7.0 (Dinamic Multimedia)
- PC Fútbol 2000 (Dinamic Multimedia)
- PC Fútbol 2001 (Dinamic Multimedia)
- PC Fútbol 2006 (Gaelco)
- PC Fútbol 2007 (Gaelco)